# Agrochemical FC
Agrochemical Football Club (más conocido como Agrochemicals) es un club de fútbol keniano con sede en Muhoroni. Ha jugado varios años del siglo XXI en la máxima división del fútbol keniano, pero ahora está en la segunda categoría. Su estadio como locales es el Muhoroni Stadium.

## Historia
El club pertenece a la empresa Agrochemical and Food Company Limited, que le da nombre.
Agrochemicals jugó en la liga provincial del norte de Nyanza desde 1989 hasta 1997, cuando promocionó a la liga nacional. En 2005 ascendió a la Liga Keniana de Fútbol.
Al final de la 2009 el Agrochemical descendió a la segunda categoría.